# الیمپوس ئی-۳
الیمپوس ای-۳ (به انگلیسی: Olympus E-3) یک دوربین عکاسی ساخت شرکت الیمپوس است.